# Ōgaki
Ōgaki (jap. 大垣市 Ōgaki-shi) – miasto w prefekturze Gifu na wyspie Honsiu (Honshū), w Japonii.

## Położenie
Miasto leży w południowo-zachodniej części prefektury Gifu. Sąsiaduje z miastami:
- od północy: Ikeda, Gōdo, Mizuho, Sekigahara, Tarui;
- od wschodu: npachi, Yōrō;
- od południa: Wanouchi, Yōrō, Inabe;
- od zachodu: Tarui, Taga, Maibara.

## Współpraca
Miejscowość partnerska:
- Namur, Belgia